# Claude-Jacques Lecourbe

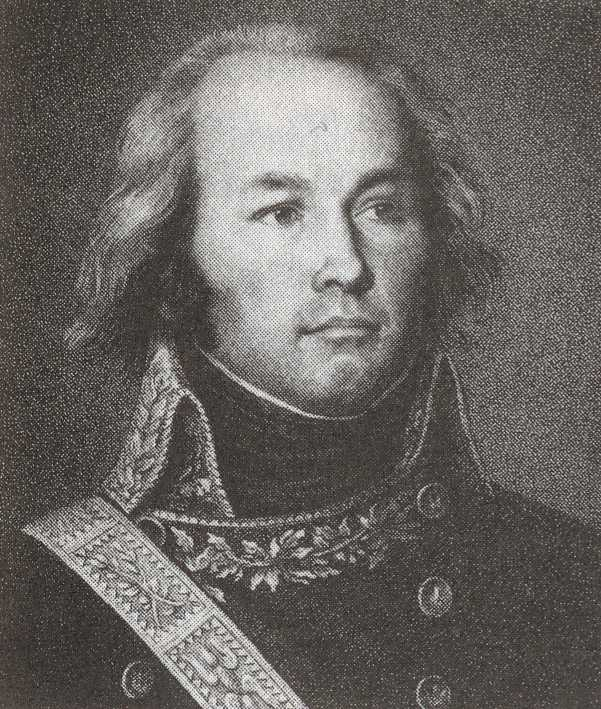
General Claude-Jacques Lecourbe

Graf Claude-Jacques Lecourbe (auch: Claude Joseph L.) (* 22. Februar 1759 in Ruffey-sur-Seille; † 22. Oktober 1815 in Belfort) war ein französischer Général de division.

## Leben
Lecourbe wurde 1759 als Sohn von Claude Guillaume Lecourbe und der Marie Valette geboren und am 23. Februar als uneheliches Kind, ohne Nennung seines Vaters in der Madeleine-Kirche von Besançon getauft. Als Jugendlicher studierte er an den Kollegien in Poligny und Lons-le-Saunier.

### Frühe Militärkarriere
Er trat im Mai 1777 als Freiwilliger in das königliche Régiment d’Aquitaine ein, wurde 1785 Caporal und übernahm nach dem Ausbruch der Französischen Revolution im August 1789 das Kommando über die Nationalgarde in Ruffey-sur-Seille. Im August 1791 wurde er Capitaine im „7e bataillon de volontaires du Jura“ (7. Freiwilligenbataillon des Département Jura) ernannt. Im April 1792 nahm er als Colonel-lieutenant an der Belagerung  von Pruntrut teil. 1794 wurde er zum Général de brigade befördert und nahm an den Operationen der Nord- und Ardennen-Armee teil. Ab 12. Juni der Division Mayer unterstellt, bewährte sich seine Brigade in der Schlacht bei Fleurus am 26. Juni 1794 unter General Marceau. Am 7. Juli 1794 warf er die Österreicher unter FML Beaulieu bei Sombreffe zurück und der Einsatz seiner Truppen während der Kämpfe an der Ourthe (18. September 1794) ermöglichte den Franzosen die Einnahme von Namur. Im Juli 1795 übernahm er während der Belagerung von Mainz eine Brigade der Division Reneauld. Im April 1796 der Rhein-Mosel-Armee unter General Moreau zugeteilt, führte er eine Brigade der Division Taponier und nahm an der Schlacht von Ettlingen teil. Unter General Saint-Cyr zeichneten sich seine Truppen am 11. August in der Schlacht bei Neresheim aus.
Zu Beginn des Zweiten Koalitionskrieges 1799 zum Général de division befördert, kommandierte er unter General Masséna den rechten Flügel der Armée d’Helvétie. Lecourbe kämpfte im Frühjahr mit seinen Truppen im Engadin und Veltlin und zog sich im Spätsommer wieder hinter die Reuss zurück. Am 25. September 1799 hielt er den Vormarsch der Russen unter Feldmarschall Suworow vom Gotthardpass durch die Schöllenenschlucht auf und sicherte damit den Sieg der Franzosen in der Zweiten Schlacht von Zürich.

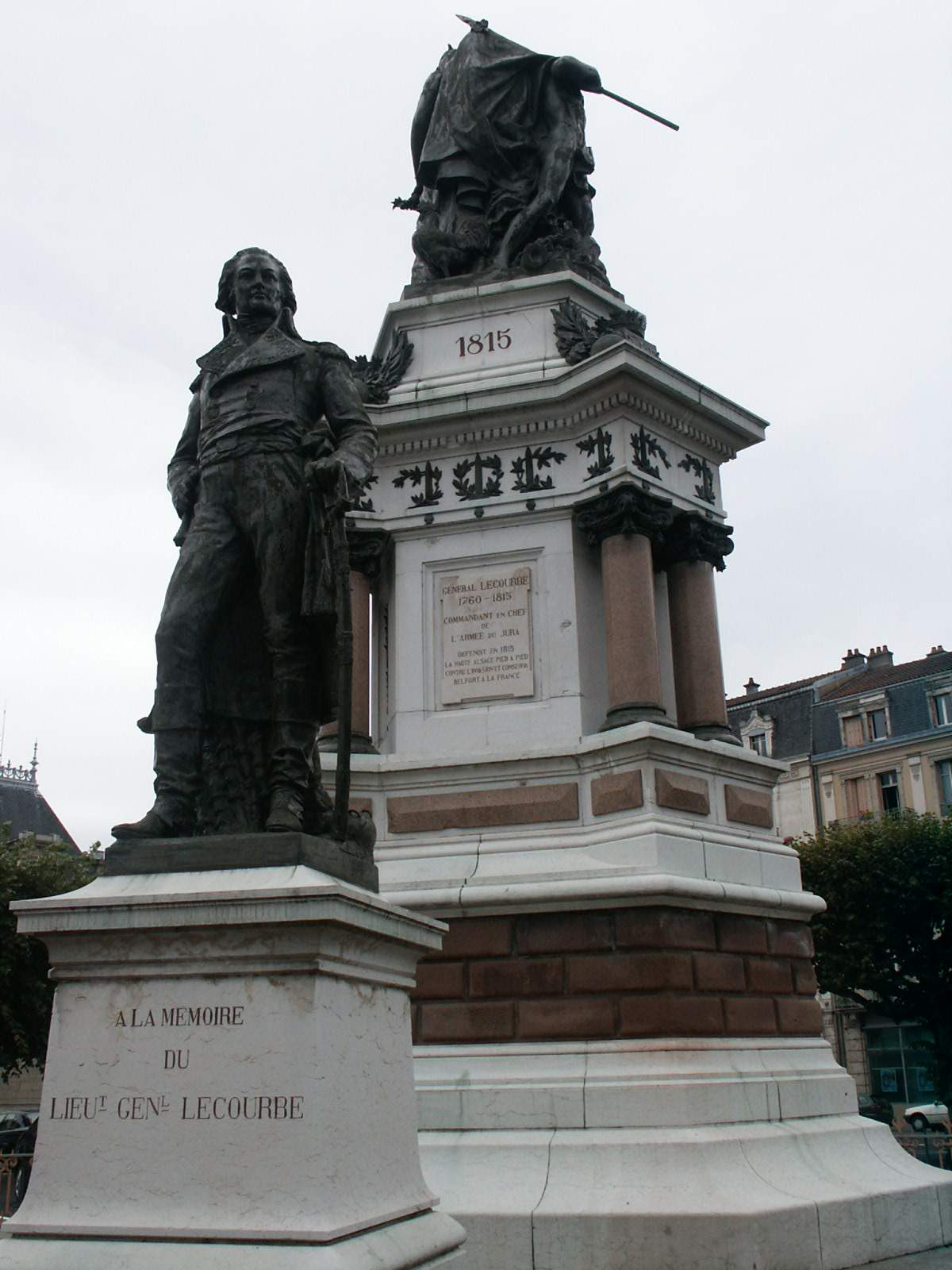
Statue General Claude-Jacques Lecourbe in Belfort

Am 28. November 1799 übernahm er den Befehl über den rechten Flügels der Armee du Rhin, erzwang  den Durchgang zwischen Basel und Schaffhausen (29. April 1800), nahm die feindliche Festung bei Hohentwiel (2. Mai 1800) und kämpfte dann in der Schlacht bei Stockach. Danach wieder dem General Moreau unterstellt, kämpfte er und seine Truppen in der Schlacht bei Meßkirch und besetzte Memmingen (10. Mai) und Augsburg (28. Mai). Darauf nahm er an der Schlacht bei Höchstädt und an den Kämpfen bei Nördlingen (23. Juni) und bei Neuburg an der Donau (27. Juni 1800) teil. Während dieser Jahre entstand sein Spitzname „General Fisch“, da er bei Flussübergängen mehrmals (und mit Erfolg) Kampfschwimmer einsetzte.

### Verbannung und Restauration
Lecourbe übersiedelte 1802 nach dem Frieden von Amiens nach Paris. Er war bereits 1799 vom vormaligen Direktorium verdächtigt worden, die konspirativen Ziele des General Jean-Charles Pichegru und Georges Cadoudal zu unterstützen. Er fiel wegen seiner engen Nähe zu Moreau beim Ersten Konsul Bonaparte in Ungnade und musste sich nach dessen Kaiserkrönung im September 1805 auf sein Schloss nach Château Ruffey ins Jura zurückziehen.
Nach Napoleons Sturz wurde er am 15. April 1814 nach Betreiben des Grafen von Artois rehabilitiert und ab 24. April wieder bei der royalistischen Armee verwendet. Am 23. August verlieh ihm Ludwig XVIII. das Großkreuz der Ehrenlegion. Am 3. Januar 1815 wurde er zum Generalinspekteur der Infanterie ernannt und erhielt die 6. Militärdivision unterstellt. Während der Herrschaft der Hundert Tage ging er zu Napoleon über und erhielt am 27. März 1815 die 18. Militärdivision unterstellt. In Belfort erinnert eine Statue an den „glorreichen Verteidiger der Stadt“, die er mit nur 8.000 Soldaten 15 Tage vor einer Übermacht von 40.000 Österreichern verteidigte. Erst am 11. Juli 1815 unterzeichnet er einen Waffenstillstand mit dem österreichischen General Colloredo-Mansfeld. Mit dieser Tat schrieb sich Lecourbe in die französischen Schulbücher.
Im Alter von 56 Jahren starb General Claude-Jacques Lecourbe am 22. Oktober 1815 in Belfort. Er wurde in Ruffey-sur-Seille beigesetzt.

## Ehrungen
Sein Name ist am Triumphbogen in Paris in der 14. Spalte eingetragen.